# Sheikh Sibi
Sheikh Sibi (Serekunda, 21 febbraio 1998) è un calciatore gambiano, portiere della Virtus Verona e della nazionale gambiana.

## Biografia
È arrivato in Italia nel 2015, approdato con un barcone sull'isola di Lampedusa; nei mesi precedenti alla partenza, trascorsi a Tripoli, ha lavorato come imbianchino.

## Carriera

### Club
Arrivato a Verona tramite la onlus gestita dalla Virtusvecomp Verona, il 30 ottobre 2016 esordisce con la squadra rossoblù, nella partita persa per 1-2 contro l'Union Feltre.

### Nazionale
Nel 2019 riceve la prima convocazione con la nazionale gambiana; il debutto arriva il 29 marzo 2021, nella partita di qualificazione alla Coppa d'Africa persa per 1-0 contro la Repubblica Democratica del Congo, successivamente, è stato convocato per la Coppa delle nazioni africane 2021.

## Statistiche

### Presenze e reti nei club
Statistiche aggiornate al 4 maggio 2025.
| Stagione        | Squadra         | Campionato      | Campionato | Campionato | Coppe nazionali | Coppe nazionali | Coppe nazionali | Coppe continentali | Coppe continentali | Coppe continentali | Altre coppe | Altre coppe | Altre coppe | Totale | Totale | Totale |
| Stagione        | Squadra         | Comp            | Pres       | Reti       | Comp            | Pres            | Reti            | Comp               | Pres               | Reti               | Comp        | Pres        | Reti        | Pres   | Reti   |        |
| --------------- | --------------- | --------------- | ---------- | ---------- | --------------- | --------------- | --------------- | ------------------ | ------------------ | ------------------ | ----------- | ----------- | ----------- | ------ | ------ | ------ |
| 2016-2017       | Virtus Verona   | D               | 10+2       | -8 + -1    | CI-D            | 0               | 0               | -                  | -                  | -                  | -           | -           | -           | 12     | -9     |        |
| 2017-2018       | Virtus Verona   | D               | 24         | -22        | CI-D            | 1               | 0               | -                  | -                  | -                  | -           | -           | -           | 25     | -22    |        |
| 2018-2019       | Virtus Verona   | C               | 7          | -14        | CI-C            | 2               | -2              | -                  | -                  | -                  | -           | -           | -           | 9      | -16    |        |
| 2019-2020       | Virtus Verona   | C               | 5          | -6         | CI-C            | 1               | 0               | -                  | -                  | -                  | -           | -           | -           | 6      | -6     |        |
| 2020-2021       | Virtus Verona   | C               | 13+2       | -17+ -1    | -               | -               | -               | -                  | -                  | -                  | -           | -           | -           | 15     | -18    |        |
| 2021-2022       | Virtus Verona   | C               | 17         | -15        | CI-C            | 1               | -2              | -                  | -                  | -                  | -           | -           | -           | 18     | -17    |        |
| 2022-2023       | Virtus Verona   | C               | 15         | -15        | CI-C            | 0               | 0               | -                  | -                  | -                  | -           | -           | -           | 15     | -15    |        |
| 2023-2024       | Virtus Verona   | C               | 34         | -38        | CI-C            | 0               | 0               | -                  | -                  | -                  | -           | -           | -           | 34     | -38    |        |
| 2024-2025       | Virtus Verona   | C               | 24+1       | -23+ -1    | CI-C            | 0               | 0               | -                  | -                  | -                  | -           | -           | -           | 25     | -24    |        |
| Totale carriera | Totale carriera | Totale carriera | 149+5      | -158+ -3   |                 | 5               | -4              |                    | -                  | -                  |             | -           | -           | 159    | -165   |        |

### Cronologia presenze e reti in nazionale
| Cronologia completa delle presenze e delle reti in nazionale ― Gambia | Cronologia completa delle presenze e delle reti in nazionale ― Gambia | Cronologia completa delle presenze e delle reti in nazionale ― Gambia | Cronologia completa delle presenze e delle reti in nazionale ― Gambia | Cronologia completa delle presenze e delle reti in nazionale ― Gambia | Cronologia completa delle presenze e delle reti in nazionale ― Gambia | Cronologia completa delle presenze e delle reti in nazionale ― Gambia | Cronologia completa delle presenze e delle reti in nazionale ― Gambia |
| Data                                                                  | Città                                                                 | In casa                                                               | Risultato                                                             | Ospiti                                                                | Competizione                                                          | Reti                                                                  | Note                                                                  |
| --------------------------------------------------------------------- | --------------------------------------------------------------------- | --------------------------------------------------------------------- | --------------------------------------------------------------------- | --------------------------------------------------------------------- | --------------------------------------------------------------------- | --------------------------------------------------------------------- | --------------------------------------------------------------------- |
| 29-3-2021                                                             | Kinshasa                                                              | RD del Congo                                                          | 1 – 0                                                                 | Gambia                                                                | Qual. Coppa d'Africa 2021                                             | -1                                                                    |                                                                       |
| 11-6-2021                                                             | Manavgat                                                              | Kosovo                                                                | 1 – 0                                                                 | Gambia                                                                | Amichevole                                                            | -1                                                                    |                                                                       |
| 12-10-2021                                                            | El Jadida                                                             | Sudan del Sud                                                         | 1 – 2                                                                 | Gambia                                                                | Amichevole                                                            | -1                                                                    |                                                                       |
| 8-6-2024                                                              | Berkane                                                               | Gambia                                                                | 5 – 1                                                                 | Seychelles                                                            | Qual. Mondiali 2026                                                   | -1                                                                    |                                                                       |
| 4-9-2024                                                              | Iconi                                                                 | Comore                                                                | 1 – 1                                                                 | Gambia                                                                | Qual. Coppa d'Africa 2025                                             | -1                                                                    |                                                                       |
| 8-9-2024                                                              | Bakau                                                                 | Gambia                                                                | 1 – 2                                                                 | Tunisia                                                               | Qual. Coppa d'Africa 2025                                             | -2                                                                    |                                                                       |
| Totale                                                                |                                                                       | Presenze                                                              | 6                                                                     |                                                                       | Reti                                                                  | -7                                                                    |                                                                       |

## Palmarès

### Club

#### Competizioni interregionali
- Serie D: 1

Virtus Verona: 2017-2018 (girone C)